# 1830 na música

## Nascimentos
| Data        | Nome                       | Profissão                        | Nacionalidade | Observações | Ref |
| ----------- | -------------------------- | -------------------------------- | ------------- | ----------- | --- |
| 15 de Março | Henrique Alves de Mesquita | músico                           | Brasil        | m. 1906     |     |
| 22 de Junho | Theodor Leschetizky        | pianista, compositor e professor | Polónia       | m. 1915     |     |

## Mortes
| Data            | Nome                       | Profissão              | Nacionalidade  | Observações | Ref |
| --------------- | -------------------------- | ---------------------- | -------------- | ----------- | --- |
| 17 de Fevereiro | Marcos Portugal            | compositor e organista | Portugal       | n. 1762     |     |
| 18 de Abril     | José Maurício Nunes Garcia | compositor             | Brasil Colônia | n. 1767     |     |